# Michał Boym
Michał Piotr Boym (ur. w 1612 lub 1614 we Lwowie, zm. 22 sierpnia 1659 w Guangxi) – polski orientalista, jezuita, misjonarz w Chinach, przyrodnik, kartograf, jeden z pierwszych europejskich sinologów, propagator chińskiej medycyny w Europie oraz poseł cesarza Yongli, którego ochrzcił, z Południowej dynastii Ming do papieża.

## Życiorys

### Dzieciństwo
Jego dziadek Jerzy (György) Boim przybył do Polski z Węgier razem ze Stefanem Batorym i ożenił się z Jadwigą Niżniowską. Ich synem był Paweł Jerzy Boim (1581–1641), lekarz Zygmunta III Wazy (pochowany w słynnej kaplicy Boimów obok Katedry Łacińskiej we Lwowie). Miał pięciu synów i trzy córki. Trzeci syn, Michał Boym wstąpił w 1631 roku do zakonu jezuitów w Krakowie. Podobno było to wypełnienie złożonych w wieku 14 lat ślubów, złożonych po uratowaniu życia w niebezpiecznej przygodzie.

### Studia i pierwsze lata na Dalekim Wschodzie
Przez pierwsze 10 lat przebywał w klasztorach w Polsce (oprócz Krakowa) w Sandomierzu, Kaliszu i Jarosławiu, przygotowując się do pracy misyjnej na Dalekim Wschodzie. Po wyświęceniu na kapłana i odbyciu tzw. trzeciej próby zakonnej, Boym poprzez Rzym, gdzie uzyskał błogosławieństwo papieża Urbana VIII, dotarł w 1643 r. do Lizbony. Stąd pod koniec roku odpłynął wraz z 10 księżmi i kilku klerykami do Makau. Droga prowadziła wokół Afryki i przez portugalskie Goa w Indiach. Początkowo, ucząc się jednocześnie języka chińskiego, wykładał w kolegium jezuickim w Makau. Później prowadził pracę misyjną na wyspie Hajnan, którą jako pierwszy Europejczyk dokładnie opisał. Po jej zajęciu przez Mandżurów (1647) pełnił posługę w Tonkinie.

### Poseł południowej dynastii Ming do papieża
W 1649 r. Boym został wysłany na dwór cesarza Yongli, władcy z Południowej dynastii Ming. W tym czasie Chiny przeżywały kryzys. Panująca od połowy XIV w. dynastia Ming kontrolowała już tylko część południa kraju. Władcy z mandżurskiej dynastii Qing zmierzali do opanowania całych Chin. Na dworze Yongli pojawiła się wówczas, promowana przez jezuitów, koncepcja uzyskania wsparcia u władców Zachodu dla chrześcijańskiego dworu Południowych Mingów. Już wcześniej praktycznie cała rodzina cesarska, łącznie z małym synem władcy, Konstantynem, przyjęła chrzest.
Michał Boym pojawił się w momencie, gdy poszukiwano odpowiedniej osoby do przedstawienia sytuacji w Chinach papieżowi i dworom europejskim. Prawdopodobnie posłem miał być ochrzczony kanclerz Achilles Pang. Jednak ze względu na niespokojną sytuację w kraju zrezygnowano z tego pomysłu, a misja została powierzona lwowskiemu jezuicie.
Zaopatrzony w listy Achillesa Panga do papieża Innocentego X, generała jezuitów Franciszka Piccolominiego, kardynała de Lugo, doży Wenecji, signiorii weneckiej i króla Portugalii oraz od cesarzowej Heleny do papieża, wyruszył Boym do Europy. Przydano mu 2 zaufanych cesarskich, z których jeden, nie wytrzymując trudów podróży, dotarł tylko do Makau, a drugi, oficer cesarski Zheng (nazwany w Europie Andrzejem Sin), towarzyszył mu podczas całej misji. Do Goa w Indiach poseł dopłynął w maju 1651 r. Tu okazało się, że Portugalczycy uznali już sprawę Yongli za straconą i nie chcą psuć sobie stosunków z mandżurskimi zwycięzcami. Na dodatek do Goa przybył jednocześnie z Europy nowy prowincjał jezuitów przeciwny angażowaniu się zakonu w sprawy chińskiej polityki. Boyma pojmał portugalski wicekról, wysyłając jednocześnie w jego sprawie memorandum do Lizbony. Posłowi udało się wydostać spod portugalskiej kurateli, nie mógł jednak odbywać statkiem dalszej podróży, gdyż komunikacja morska była kontrolowana przez Portugalczyków. W podróż udał się więc pieszo niezbadanym szlakiem. Musiał unikać na dodatek rozsianych na wybrzeżu portugalskich placówek. Przez Golkondę (Hajdarabad), Surat, Bandar-e Abbas (na wybrzeżu cieśniny Ormuz), Sziraz dotarł do stolicy Persji Isfahanu. Stamtąd przez Tebriz, Erzerum udał się do Trapezuntu nad Morzem Czarnym, a stąd statkiem do Izmiru, gdzie pojawił się pod koniec sierpnia 1652 r. Tam ujawnił, że jest posłem cesarza Chin. Na weneckim statku dotarł w grudniu 1652 r. do Wenecji. Podróżował w stroju chińskiego mandaryna, prawdopodobnie dlatego, że jezuici mieli zakaz wstępu do Wenecji.
Tam trafił w wir europejskiej polityki. Doża Wenecji nie chciał go przyjąć, gdyż Wenecja starała się utrzymać neutralność w chińskim konflikcie. Audiencję uzyskał dopiero dzięki wstawiennictwu ambasadora Francji. Poparcie Francji wywołało negatywną reakcję Innocentego X, wspierającego przeciwników Francuzów. Nowy generał zakonu jezuitów, Gosvinus Nickiel miał Boymowi za złe angażowanie zakonu w chińskie konflikty, mogące utrudnić działalność misyjną. Zaczęto podważać nawet prawdziwość jego poselstwa. Sytuacja zmieniła się dopiero po wyborze nowego papieża, Aleksandra VII. Michał Boym, po trzech latach starań uzyskał audiencję papieską 18 grudnia 1655 r. Udało mu się uzyskać przychylność papieża dla dynastii Ming. Realnej pomocy upadającej dynastii papiestwo nie mogło jednak udzielić, dlatego też listy papieskie zawierały jedynie słowa otuchy i dyplomatyczne ogólniki. Boym udał się z Rzymu do Lizbony. Tam uzyskał, dzięki poparciu papieża, bardziej konkretne obietnice pomocy zbrojnej od króla Jana IV.
Pod koniec marca 1656 r. Boym wyruszył w podróż powrotną do Chin. Z towarzyszących mu ośmiu nowych misjonarzy jezuitów podróż przeżyło tylko czterech. Po przybyciu do Goa w Indiach okazało się, że sytuacja Yongli w Chinach jest już tragiczna. Portugalczycy, pomimo poparcia lizbońskiego władcy, nie chcieli wpuścić Boyma do Makau, bojąc się całkowitego zepsucia i tak trudnych stosunków handlowych ze zwycięskimi Mandżurami. Chcąc wypełnić swą misję, lwowianin udał się lądem do Ayutthayi, ówczesnej stolicy Syjamu, gdzie dotarł z początkiem 1658 r. Pirackim statkiem przedostał się do północnego Wietnamu. W Hanoi próbował znaleźć przewodników mogących przeprowadzić go do chińskiej prowincji Junnan, gdzie prawdopodobnie resztkami sił bronił się cesarz Yongli. Nie udało mu się jednak znaleźć nikogo do pomocy i, pomimo perswazji pełniących w Hanoi misję jezuitów, zdecydował się na podróż w głąb Chin tylko z towarzyszącym mu podczas 9-letniej podróży Zhengiem.
22 sierpnia 1659 r. zmarł w chińskiej prowincji Kuangsi. Został pochowany przez Zhenga w nieznanym miejscu. Jak pisze w swojej książce Edward Kajdański, Boym zmarł w czasie wędrówki. Zheng pogrzebał go i na jego mogile postawił drewniany krzyż. Było to w pobliżu ważnej drogi. Niestety były to czasy niespokojne, wojenne, Mandżurowie walczyli z Yongli i krzyż nie miał szans na to, aby pozostać, miejsce spoczynku Michała Boyma pozostaje więc nieznane.

## Dzieła

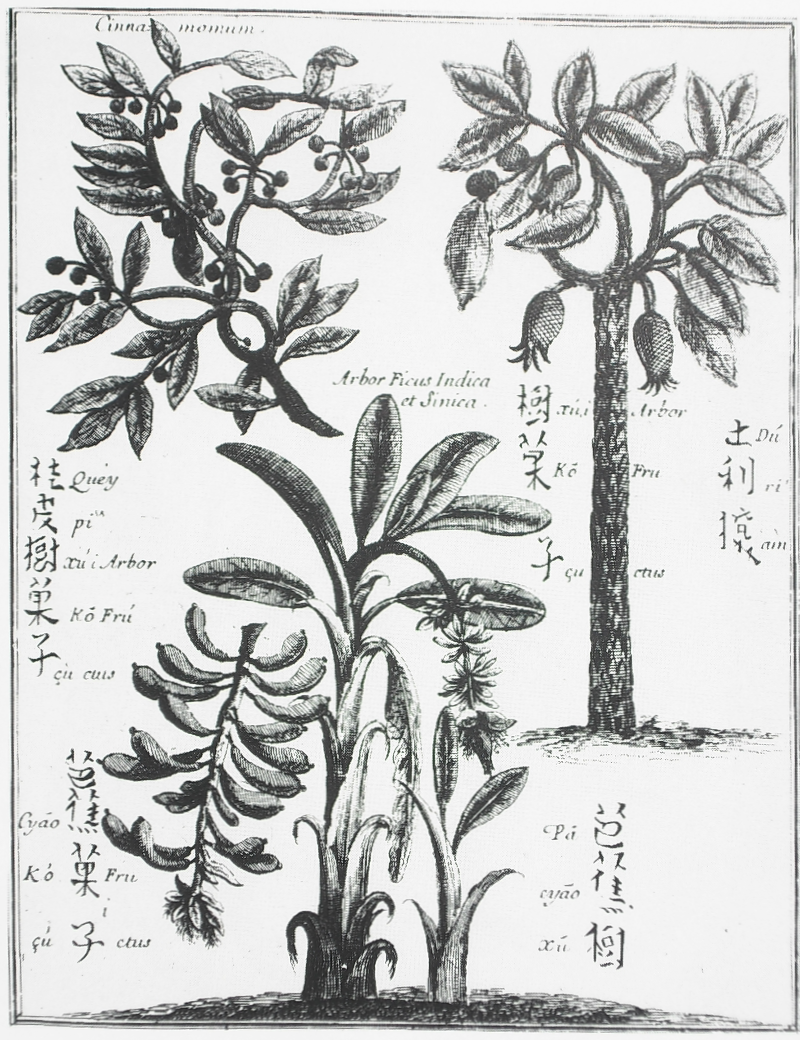
Cinnamomum cassia z dzieła „Briefve Relation de la Chine” (Paryż, 1654).

Obserwacje poczynione podczas podróży stały się podstawą do żywej działalności pisarskiej Boyma. Pozostawił po sobie bogatą spuściznę dotyczącą wielu dziedzin.
Podczas pierwszej podróży do Chin sporządził rysunki flory i fauny Mozambiku, które wraz z opisem kraju przesłał w liście do zakonu jezuitów w Rzymie.
Wracając jako chiński poseł do Europy, przywiózł sporządzony przez siebie 18-kartonowy atlas Chin. Zamierzał z niego uczynić kompendium wiedzy o Chinach, dodając dziewięć rozdziałów tekstu opisującego to państwo. Główną zasługą map Boyma było uzmysłowienie współczesnym wielkości i dokładnego położenia Chin. W tej materii panowało wówczas w Europie zamieszanie, do którego uporządkowania nie przyczyniły się fantastyczne opowieści Marco Polo o kraju Kitaj. Portugalczycy umieli poruszać się po wybrzeżach Azji, nie znali jednak wnętrza kontynentu. Boym jako pierwszy stwierdził, że Kataj Marco Polo i China Portugalczyków to ten sam kraj, a stolica Kataju, Kambalu – to stolica Chin, Pekin. Po raz pierwszy przedstawił też właściwe położenie szeregu chińskich miast, zaznaczył na mapach Mur Chiński, Koreę przedstawił jako półwysep, a nie, jak do tej pory myślano, wyspę, zaznaczył istnienie pustyni Gobi (Shamo). Mapy zdobione były ilustracjami pokazującymi chińską florę, faunę, sceny z życia Chińczyków oraz przedstawiały chińskie budowle. Wszystko to rozszerzyło znacznie wiedzę współczesnych o Dalekim Wschodzie. Niestety nielicznych, gdyż Boym nie zdążył wydać atlasu drukiem.

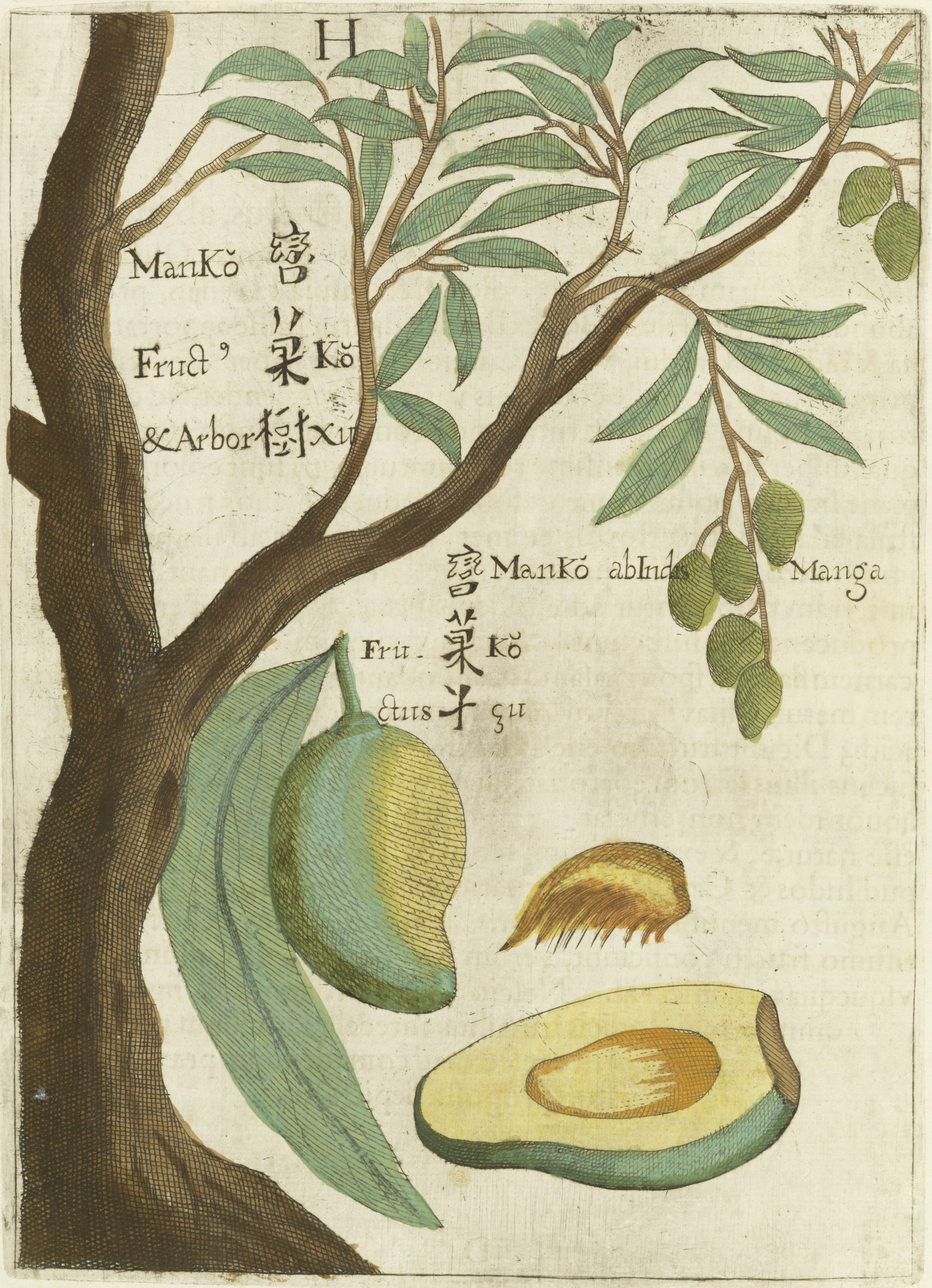
Mango z dzieła Flora Sinensis (Wiedeń, 1656).

Najbardziej znanym dziełem Michała Boyma była wydana w Wiedniu w 1656 r. Flora sinensis („Flora chińska”). Jest to pierwsza praca na temat roślinności Chin, jaka ukazała się w Europie. Po raz pierwszy opisał tam niektóre nieznane dotychczas w Europie, a popularne w Chinach rośliny. Autor kładł w opisach nacisk na ich lecznicze właściwości. W dziele swym zawarł również apele o pomoc w spełnieniu jego poselskiej misji. W każdym wersie dzieła Boym podaje chronostychem datę koronacji Leopolda I na króla Węgier (1655). W ten sposób chciał za radą wiedeńskich jezuitów zdobyć dla swojej misji przychylność władcy.
Boym napisał również dzieło Specimen medicinae Sinicae, w którym opisuje chińską medycynę i zapoznaje czytelników między innymi z akupunkturą, a przede wszystkim ze sposobem diagnozowania na podstawie tętna.
Ponadto jezuicki misjonarz-podróżnik przedstawił kilka relacji ze swych podróży.

### Ważniejsze utwory
- Refertur iter R. P. M. Boym ex Sinis in Europam nie wydane (fr. kompilacja wydana pt. Briefve relation de la notable conversion des personnes royales et de l’état de la religion chrétienne en la Chine, Paris 1654, drukarnia S. G. Cramoisy)
- 2 ody chińsko-łacińskie: China Fernandi III, imperatori i Elogium... in laudem Oedipi (wyd. A. Kircher w książce pt. Oedipus Aegiptiacus – Elogium 25 i 26, Roma 1652–1655)
- Flora sinensis, fructus floresque humillime porrigens, Wien 1656, drukarnia M. Rictius
- Specimen medicinae sinicae, sive opuscula medica ad mentem Sinensium, Frankfurt 1682, drukarnia J. P. Zubrodt

### Listy
- Epistola ad P. Kircher exactum monumenti sinico-haldaici in Sinis erecti et a. 1625 detecti continens descriptionem (4 listopada 1653, wyd. A. Kircher w książce pt. China illustrata, Amsterdam 1667)
- list z opisem pd.-wsch. Afryki (11 stycznia 1644, Mozambik – tekst polski w: J. Krzyszkowski „Polacy siedemnastego wieku na wybrzeżach Wschodniej Afryki”, Misje katolickie, 1933, s. 52–54, 114, 115)
- Do wielkiego księcia Toskanii (20 listopada 1658, Tonkin – ogł. w: G. Targioni Notizie degli aggrandimenti delle scienze fisiche in Toscana, t. 2, cz. 1, Florencja 1780, s. 244)

## Literatura dodatkowa
- Jan Krzyszkowski T.J.: Boym Michał. W: Polski Słownik Biograficzny. T. 2: Beyzym Jan – Brownsford Marja. Kraków: Polska Akademia Umiejętności – Skład Główny w Księgarniach Gebethnera i Wolffa, 1936, s. 380–381. Reprint: Zakład Narodowy im. Ossolińskich, Kraków 1989, ISBN 83-04-03291-0.